# Bernhard Neutsch
Bernhard Neutsch (* 5. März 1913 in Weimar; † 8. August 2002 in Innsbruck) war ein deutscher Klassischer Archäologe.
Bernhard Neutsch wurde durch seine Heimat, die „Goethestadt Weimar“ in Thüringen geprägt. Er studierte an der Universität Jena im Hauptfach Klassische Archäologie, daneben Alte Geschichte, Klassische Philologie, Kunstgeschichte und Philosophie. 1939 wurde er dort mit der Dissertation Der Maler Nikias von Athen. Ein Beitrag zur griechischen Künstlergeschichte und zur pompejanischen Wandmalerei zum Doktor der Philosophie promoviert. Daran schloss sich nicht wie geplant die wissenschaftliche Karriere, sondern die Teilnahme als Soldat am Zweiten Weltkrieg und die daraus resultierende Gefangenschaft an. Nach der Entlassung wurde er Mitarbeiter am kunsthistorischen Institut der Universität Marburg und war danach 1946 bis 1948 am Wiederaufbau des Archäologischen Instituts der Ruprecht-Karls-Universität Heidelberg und insbesondere der Neuordnung dessen archäologischer Sammlung beteiligt. 1948 organisierte er mit Die Welt der Griechen im Bilde der Originale der Heidelberger Universitätssammlung die erste Nachkriegsausstellung antiker Kunst. 1949 habilitierte er sich in Heidelberg mit der Arbeit Studien zur vortanagräischattischen Koroplastik und wurde im selben Jahr Privatdozent. Für die Arbeit wurde Neutsch für den Zeitraum 1949/50 neben Herbert von Buttlar das erste Reisestipendium des Deutschen Archäologischen Instituts verliehen, nachdem es ihm schon 1941/1942 für seine Dissertation zugesprochen worden war, Stipendien zwischen 1939/1940 und 1949/1950 kriegsbedingt nicht angetreten werden konnten. Er bereiste als Stipendiat Italien, Griechenland, die Türkei, den Libanon und Ägypten. Bernhard Neutsch war evangelisch, heiratete 1951 Margarete Cramer, mit der er die vier Söhne Wolfgang, Michael, Raphael und Bernhard Neutsch bekam. Als Assistent war er in Jena, Marburg und Heidelberg sowie (ab 1952) in Rom tätig.

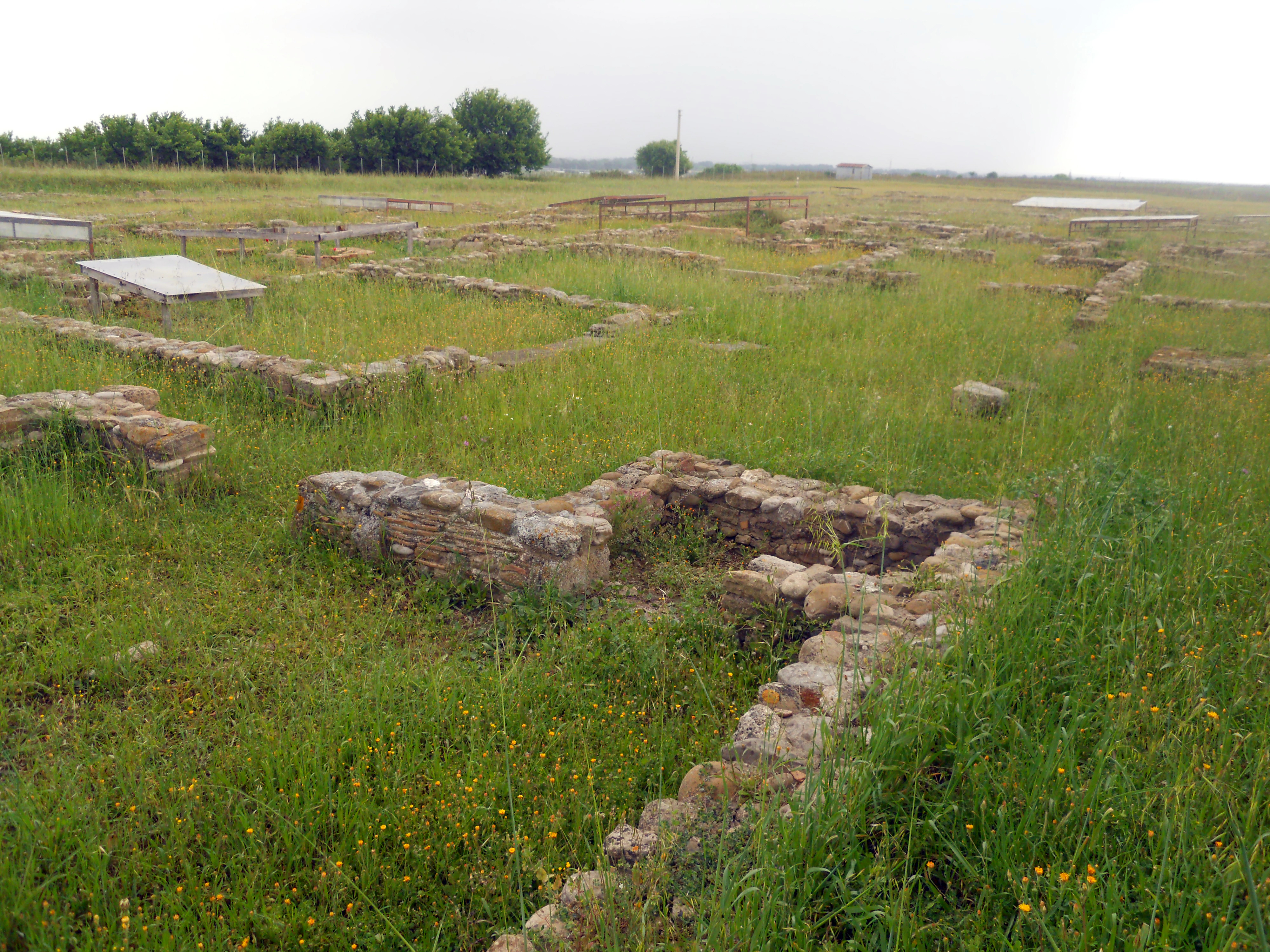
Reste von Herakleia und Siris im Archäologischen Park von Policoro

Nach dem Ende des Reisestipendiums blieb Neutsch bis 1956 am Deutschen Archäologischen Institut Rom, wo er sich als I. Assistent am Wiederaufbau der ältesten Abteilung des Deutschen Archäologischen Instituts (DAI) beteiligte. Zeitweise war er Zweiter Direktor der Abteilung. Zu seinen Aufgaben gehörten Redaktionsarbeiten, die Pflege der Außenkontakte, aber auch archäologische Führungen. Die Zeit in Italien prägte Neutsch. Kontakte etwa zum Istituto di Storia Antica an der Universität Padua hielt er sein Leben lang aufrecht. Sie beschränkten sich nicht auf oberflächliche Kontakte, sondern drückten sich auch durch das Halten von Vorträgen oder die Mitbetreuung von Dissertationen aus. Er begleitete die Nachkriegsgrabungen vor allem in Unteritalien sehr eng und berichtete hierüber, insbesondere über die Magna-Graecia-Forschung, nach Deutschland. 1956 begann er mit der Erforschung von Nekropolen in Palinuro und Vallo di Diano. Im süditalienischen Policoro war er an der Entdeckung weiter Teile der griechischen Kolonie Herakleia und dessen berühmten Demeterheiligtums beteiligt. Auch die archaische Vorgängersiedlung Siris konnte lokalisiert werden. Neben der Missionsleitung in Siris-Herakleia leitete er auch die Mission in Elea.
Seit 1956 hatte Neutsch seinen beruflichen Lebensmittelpunkt wieder in Deutschland und wurde außerplanmäßiger Professor. Zunächst vertrat er 1956 Roland Hampe auf dessen Lehrstuhl in Heidelberg. 1965 wurde er dort zum Akademischen Rat und Professor ernannt. Seit 1968 war Neutsch mit der Neueinrichtung eines Archäologischen Instituts an der Universität Mannheim betraut. Hier blieb er als Akademischer Rat bis 1972. Erst sein Nachfolger Wolfgang Schiering erreichte 1981 die Umwandlung der Ratsstelle in eine Professur. Schon 1968 wurde er aber zum Honorarprofessor in Heidelberg ernannt, was er auch nach seinem Weggang 1968 blieb. Bis 1968 war er zudem Wissenschaftlicher Rat am Archäologischen Institut. Von 1968 bis 1972 war Wissenschaftlicher Rat und Professor an der Universität Mannheim und leitete das dortige Archäologische Institut. 1970/1971 war er Dekan in Mannheim.
Im Jahr 1972 wurde Neutsch als Nachfolger Alfons Wotschitzkys als ordentlicher Professor für Klassische Archäologie und Vorstand des Archäologischen Instituts und seines Museums an die Universität Innsbruck berufen, wo er bis zu seiner Emeritierung im Jahr 1983 zehn Jahre später lehrte. Ihm folgte mit Elisabeth Walde die erste Frau in dieser Position. 1974 weilte er als Gastprofessor an der Universität Tokyo, wo er sich unter anderem auch mit den altjapanischen Heiligtümern beschäftigte. 1976 wurde er zusätzlich Honorarprofessor an der Universität Karlsruhe. Während seiner Zeit in Innsbruck setzte er die schon in der Mannheimer Zeit begonnene Grabungstätigkeit in der Pflanzstadt ionischer Griechen Elea in Verbindung mit dem Innsbrucker Institut fort. Dabei arbeitete er eng mit dem Innsbrucker Bauforscher Johannes Daum und dem Soprintendenten der archäologischen Region, Mario Napoli, zusammen. Dieses Engagement, das bei den jährlichen Grabungskampagnen auch immer die Studenten mit einschloss, führte zur Einrichtung einer Magna-Graecia-Forschungsstelle am Innsbrucker archäologischen Institut und bestimmt die Ausrichtung des Instituts bis heute mit. Lange Jahre leitete Neutsch' Schülerin Brinna Otto die Ausgrabungen in Herakleia. 1979 initiierte er mit Johannes B. Trentini die Archäologische Gesellschaft Innsbruck, 1981 betreute er mit Daum die Jahrestagung der Koldewey-Gesellschaft in Innsbruck. Nach seiner Emeritierung 1983 nahm er seinen Alterswohnsitz an seiner letzten akademischen Wirkungsstätte in Innsbruck, wo er in der  Wohnanlage Mariahilfpark bis zu seinem Tod 2002 lebte.
Neutsch erfuhr für sein Wirken vielfache Ehrungen. Neben zwei Honorarprofessuren wurde ihm 1973 das Ritterkreuz der Italienischen Republik verliehen. 1983 erhielt er das Große Silberne Ehrenzeichen für Verdienste um die Republik Österreich. Schon seit 1967 war er Ehrenbürger von Policoro, 1987 wurde ihm zudem die Auszeichnung Premio della Siritide verliehen. Er war Mitglied des Deutschen und des Österreichischen Archäologischen Instituts sowie des Istituto Veneto di Scienze, Lettere ed Arti in Venedig. 1980 wurde ihm die Festschrift Forschungen und Funde gewidmet, zu der 60 frühere Schüler und internationale Fachwissenschaftler Beiträge beisteuerten. 1984 durfte der prägnante Redner die Eröffnungsrede des 26. Magna-Graecia-Kongress in Tarent halten: L'incontro di Goethe con le antichità della Magna Graecia.
Zentraler Forschungsschwerpunkt Neutsch' waren die Forschungen zur Magna Graecia. Hier nahm er an Feldforschungen in Elea, Herakleia und Paestum teil. Doch forschte er weit darüber hinaus: zur minoischen Palastkultur, antiken Wand- und Vasenmalerei (etwa zu Exekias) bis hin zur Antikerezeption, insbesondere zu Goethes Verhältnis zur Antike.

## Schriften (Auswahl)
- Der Maler Nikias von Athen. Ein Beitrag zur griechischen Künstlergeschichte und zur pomejischen Wandmalerei. 1940.
- als Herausgeber: Die Welt der Griechen im Bilde der Originale der Heidelberger Universitätssammlung. Katalog der Jubiläumsausstellung zur 100-Jahr-Feier der Sammlungen des Archäologischen Instituts Heidelberg im Sommersemester 1948. Kerle, Heidelberg 1948.
- Der Sport im Bilde griechischer Kunst (Der Kunstspiegel). Scherer Verlag Willsbach, Heidelberg 1949.
  - japanische Ausgabe: Girishia geijutsu to supôtsu. Yôtoku-sha, Tokio 1965.
- Studien zur vortanagräisch-attischen Koroplastik. Walter de Gruyter, Berlin 1952.
- Tas nunphas emi iaron. Zum unterirdischen Heiligtum von Paestum (= Abhandlungen der Heidelberger Akademie der Wissenschaften, Philosophisch-Historische Klasse. Jahrgang 1957, Abhandlung 2). Winter, Heidelberg 1957.
- mit Rudolf Naumann: Palinuro. Band 2: Nekropole, Terrassenzone und Einzelfunde (= Mitteilungen des Deutschen Archäologischen Instituts, Römische Abteilung. Ergänzungsheft 4). Kerle, Heidelberg 1960.
- als Herausgeber: Herakleiastudien (= Mitteilungen des Deutschen Archäologischen Instituts, Römische Abteilung. Ergänzungsheft 11; = Archäologische Forschungen in Lukanien. Band 2). Kerle, Heidelberg 1961.